# Amor Bandido
Amor Bandido è un film del 1978 diretto da Bruno Barreto.

## Trama
Un giovane criminale, che vive rubando e uccidendo, si innamora di una prostituta, figlia di un poliziotto.

## Produzione
Il film fu prodotto dalla Carnaval Unifilm, Companhia Cinematográfica Serrador, Filmes do Triângulo, Gaumont do Brasil, Luiz Carlos Barreto Produções Cinematográficas, Walter Clark Produções Cinematográficas,

## Distribuzione
In Brasile il film fu distribuito nel 1978 dall'Embrafilme. Negli Stati Uniti, distribuito dall'Analysis Film Releasing Corporation,  uscì a New York il 31 ottobre 1982.